# Чемпионат Северной, Центральной Америки и Карибского бассейна по волейболу среди мужчин 2001
17-й чемпионат Северной, Центральной Америки и Карибского бассейна (NORCECA) по волейболу среди мужчин прошёл с 21 по 26 августа 2001 года в Бриджтауне (Барбадос) с участием 7 национальных сборных команд. Чемпионский титул в 13-й раз в своей истории выиграла сборная Кубы.

## Команды-участницы
Барбадос, Доминиканская Республика, Канада, Куба, Мексика, Пуэрто-Рико, США.

## Система проведения чемпионата
7 команд-участниц на предварительном этапе разбиты на две группы. Победители групп напрямую выходят в полуфинал плей-офф. Команды, занявшие в группах 2-е и 3-и места, выходят в четвертьфинал и определяют ещё двух участников полуфинала. Полуфиналисты по системе с выбыванием определяют призёров первенства. Итоговые 5—6-е места разыгрывают проигравшие в 1/4-финала.

## Предварительный этап

### Группа А
| М | Команда                  | 1   | 2   | 3   | 4   | И | В | П | С/П | О |
| - | ------------------------ | --- | --- | --- | --- | - | - | - | --- | - |
| 1 | Куба                     |     | 3:0 | 3:1 | 3:0 | 3 | 3 | 0 | 9:1 | 6 |
| 2 | Доминиканская Республика | 0:3 |     | 3:2 | 3:0 | 3 | 2 | 1 | 6:5 | 5 |
| 3 | Канада                   | 1:3 | 2:3 |     | 3:0 | 3 | 1 | 2 | 6:6 | 4 |
| 4 | Барбадос                 | 0:3 | 0:3 | 0:3 |     | 3 | 0 | 3 | 0:9 | 3 |

21 августа: Доминиканская Республика — Канада 3:2 (25:16, 17:25, 24:26, 25:18, 15:11); Куба — Барбадос 3:0 (25:16, 25:11, 25:19).
22 августа: Куба — Доминиканская Республика 3:0 (25:19, 25:18, 25:17); Канада — Барбадос 3:0 (25:19, 25:13, 27:25).
23 августа: Куба — Канада 3:1 (25:20, 27:29, 27:25, 25:21); Доминиканская Республика — Барбадос 3:0 (25:19, 25:17, 25:16).

### Группа В
| М | Команда     | 1   | 2   | 3   | И | В | П | С/П | О |
| - | ----------- | --- | --- | --- | - | - | - | --- | - |
| 1 | США         |     | 3:1 | 3:0 | 2 | 2 | 0 | 6:1 | 4 |
| 2 | Пуэрто-Рико | 1:3 |     | 3:1 | 2 | 1 | 1 | 4:4 | 3 |
| 3 | Мексика     | 0:3 | 1:3 |     | 2 | 0 | 2 | 1:6 | 2 |

21 августа: Пуэрто-Рико — Мексика 3:1 (33:35, 25:16, 25:15, 25:23).
22 августа: США — Пуэрто-Рико 3:1 (22:25, 25:19, 25:18, 25:23).
23 августа: США — Мексика 3:0 (25:16, 25:16, 25:14).

## Плей-офф

### Четвертьфинал
24 августа
Канада — Пуэрто-Рико 3:1 (22:25, 25:14, 26:24, 25:20)
Доминиканская Республика — Мексика 3:2 (26:24, 25:17, 21:25, 26:28, 16:14)

### Матч за 5-е место
25 августа
Пуэрто-Рико — Мексика 3:0 (25:20, 25:21, 25:23)

### Полуфинал
25 августа
США — Доминиканская Республика 3:0 (25:16, 25:17, 26:24)
Куба — Канада 3:1 (25:22, 25:15, 19:25, 25:18)

### Матч за 3-е место
26 августа
Канада — Доминиканская Республика 3:0 (25:20, 25:18, 25:22)

### Финал
26 августа
Куба — США 3:0 (25:18, 25:22, 25:13)

## Итоги

### Положение команд
| Куба                        |
| США                         |
| Канада                      |
| 4. Доминиканская Республика |
| 5. Пуэрто-Рико              |
| 6. Мексика                  |
| 7. Барбадос                 |

### Призёры
Куба: Леонель Маршалл, Хорхе Луис Эрнандес, Иван Бенито Руис, Анхель Деннис, Павел Пимьента, Майкл Салас, Райдел Поэй Ромеро, Рамон Гато, Ален Рока, Иосвани Эрнандес, Йосенки Родригес, Ясер Ромеро Майета. Главный тренер — Гилберто Эррера.
  США.
  Канада.

### Индивидуальные призы
MVP:  Анхель Деннис
Лучший нападающий:  Элвис Контрерас
Лучший блокирующий:  Стивен Бринкман
Лучший на подаче:  Анхель Деннис
Лучший в защите:  Иосвани Эрнандес
Лучший связующий:  Ален Рока
Лучший на приёме:  Ричард Лэмбурн
Самый результативный:  Себастьен Рютт